# Туменбай
Туменбай (каз. Түменбай, до 199? г. - Октябрь) — село в Кегенском районе Алматинской области Казахстана. Входит в состав Кегенского сельского округа. Код КАТО — 195830400.

## Население
В 1999 году население села составляло 460 человек (238 мужчин и 222 женщины). По данным переписи 2009 года, в селе проживало 418 человек (210 мужчин и 208 женщин).